# ADA: Architecture Design Art
ADA Architecture Design Art è una rivista sudafricana d'arte.

## Storia
Venne ideata dalla critica Jennifer Sorrell. La rivista viene lanciata nel 1986 e pubblica in modo irregolare quattordici numeri tra il 1986 e il 1996. Ha un formato A3 graficamente e stilisticamente elaborato e dà spazio ad articoli e notizie su arte musica, design, architettura, letteratura, danza e teatro.
Secondo Cédric Vincent e Thomas Boutoux, la rivista inventa una forma molto innovativa di giornalismo culturale, urbano e interdisciplinare e rappresenta oggi una testimonianza importante sulle trasformazioni della società sudafricana documentando gli eventi tra la fine degli anni Ottanta e le prime elezioni democratiche in Sudafrica del 1994. Le rivista dà spazio nelle sue pagine al modo in cui i protagonisti della cultura sudafricana immaginano il loro paese "post-apartheid".
In un'intervista del 1998 pubblicata dalla rivista Marie Claire, Jennifer Sorrell spiega come la rivista si sia sempre concentrata nello scoprire talenti. Tra questi menziona il musicista Jabu Khanyile che la rivista ha fatto conoscere e che Jovanotti ha scelto per produrre il suo ultimo album. Alcuni numeri della rivista sono concepiti come monografie a tutto campo – dalla A alla Z come dice la fondatrice e direttrice della rivista – sulle tre principali città sudafricane: Johannesburg, Città del Capo, Durban.
Secondo Janet Stanley,, l'approccio della rivista sulla scena artistica locale è avanguardista, multiculturale e progressista e mette in evidenza l'effervescenza delle innovazioni artistiche sudafricane.
Tra i collaboratori della rivista vi sono il fotografo Ronnie Levitan, Julia Fraser.